# Jérôme Bonnace
Jérôme Bonnace, né le 28 mars 1975 à Nouméa, est un coureur cycliste français.

## Palmarès et classements mondiaux

### Palmarès
- 1996
  - Une étape du Tour de Nouvelle-Calédonie
  - 3e du championnat de France du contre-la-montre espoirs
- 1997
  - Tour de Nouvelle-Calédonie
- 1998
  - Tour du Canton de Champagnac-de-Belair
  - 2e du Grand Prix des Fêtes de Coux-et-Bigaroque
  - 3e du Grand Prix de Charvieu-Chavagneux
- 1999
  - Circuit des Quatre Cantons
  - Prix du Calvaire
  - Tour du Canton de Gentioux
  - 2e étape de la Mi-août bretonne
- 2000
  - Tour du Canton de Dun-le-Palestel
  - 11e étape du Tour de Nouvelle-Calédonie
  - 3e du Grand Prix d'automne
- 2002
  - Circuit des Quatre Cantons
  - Souvenir Louison-Bobet
  - Circuit des Vins du Blayais
  - 3e étape du Tour des Deux-Sèvres
  - 1re et 2e étapes du Tour de Nouvelle-Calédonie
  - 3e du Tour de Nouvelle-Calédonie
- 2003
  - 2e étape du Tour Nivernais Morvan
  - 2e du Souvenir Claude-Magni
  - 2e du championnat de l'Orléanais sur route
  - 3e du Grand Prix de Buxerolles
- 2004
  - Champion de l'Orléanais
  - Tour du Canton de Gémozac
  - Nocturne de Bruch
  - 3e du Circuit des Vins du Blayais
- 2005
  - Circuit des Vins du Blayais
  - 2e du Grand Prix d'ouverture Pierre Pinel
  - 2e du Grand Prix Christian Fenioux
  - 2e du Critérium de La Machine
  - 3e de Bordeaux-Saintes
  - 3e du Tour du Périgord
- 2006
  - Tour de Gironde :
    - Classement général
    - 2e étape

  - Grand Prix de Monpazier
  - 3e du Circuit méditerranéen
  - 3e du Tour du Loir-et-Cher
- 2007
  - 3e et 10eb étapes du Tour de Nouvelle-Calédonie

### Classements mondiaux
| Année           | 2005 | 2006 |
| --------------- | ---- | ---- |
| UCI Europe Tour | 662e | 230e |